# Landesgartenschau Bad Schwalbach 2018

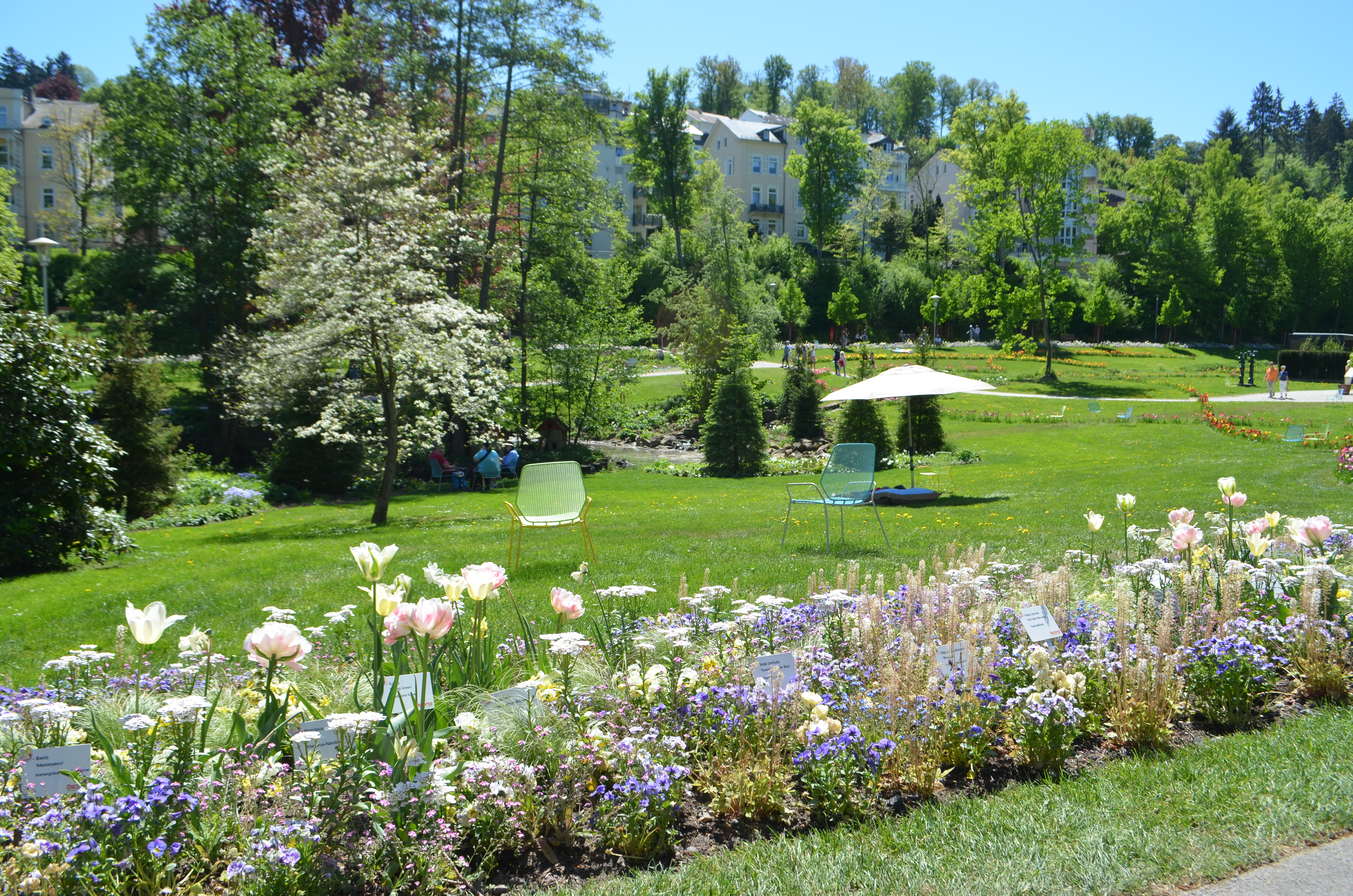
Frühlingsblumen im Menzebachtal

Die Landesgartenschau Bad Schwalbach 2018 war die 6. Hessische Landesgartenschau. Sie fand vom 28. April bis zum 7. Oktober 2018 in Bad Schwalbach statt.

## Geografische Lage

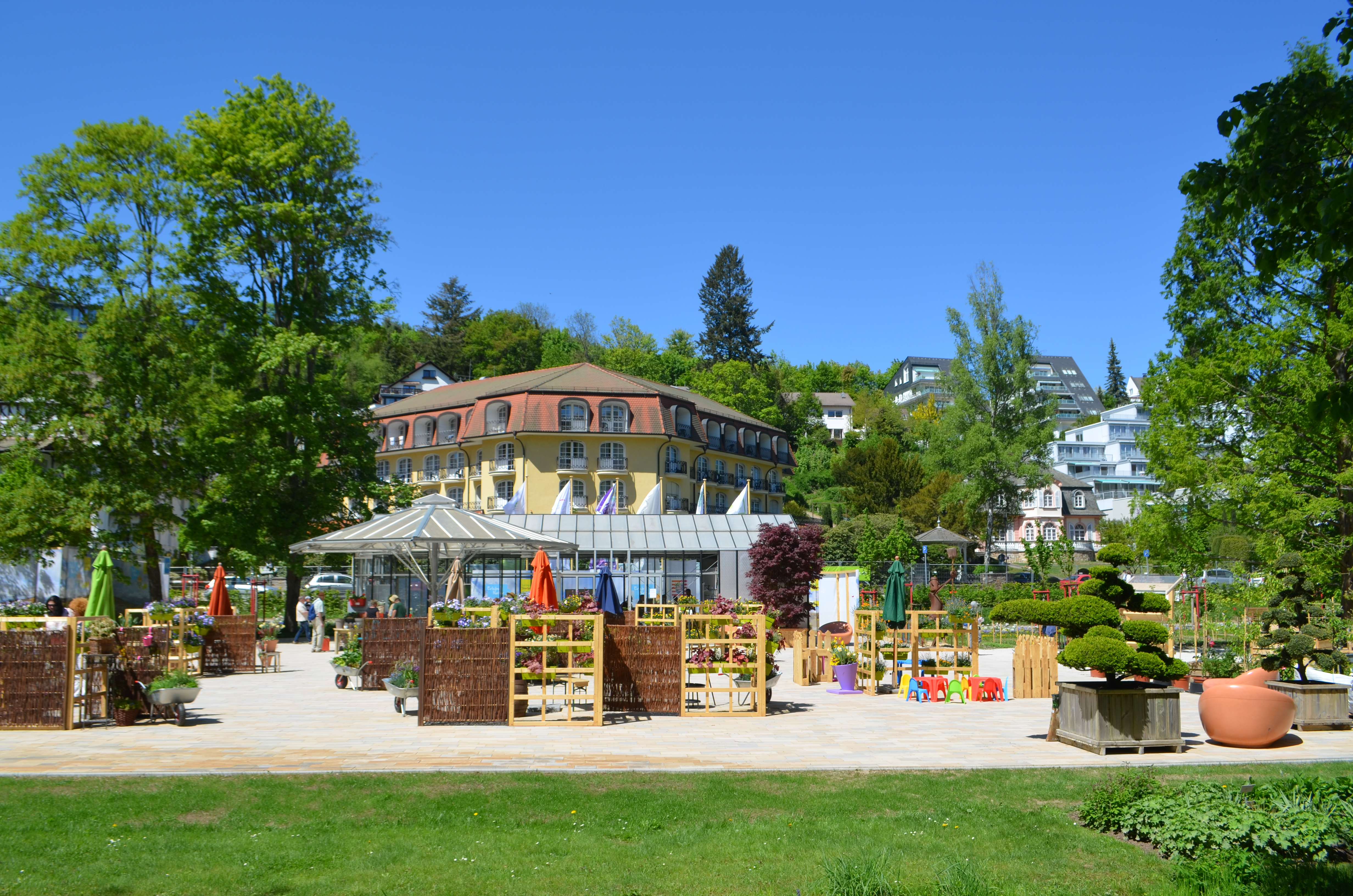
Gärtnertreff

Sie fand in der hessischen Kur- und Kreisstadt Bad Schwalbach, etwa 17 Kilometer nordwestlich der Landeshauptstadt Wiesbaden statt. Das Gelände der Landesgartenschau umfasste 12 ha Kurparkfläche, in zwei getrennten Parkbereichen, im Menzebach- und im Röthelbachtal.

### Flächen in Menzebachtal

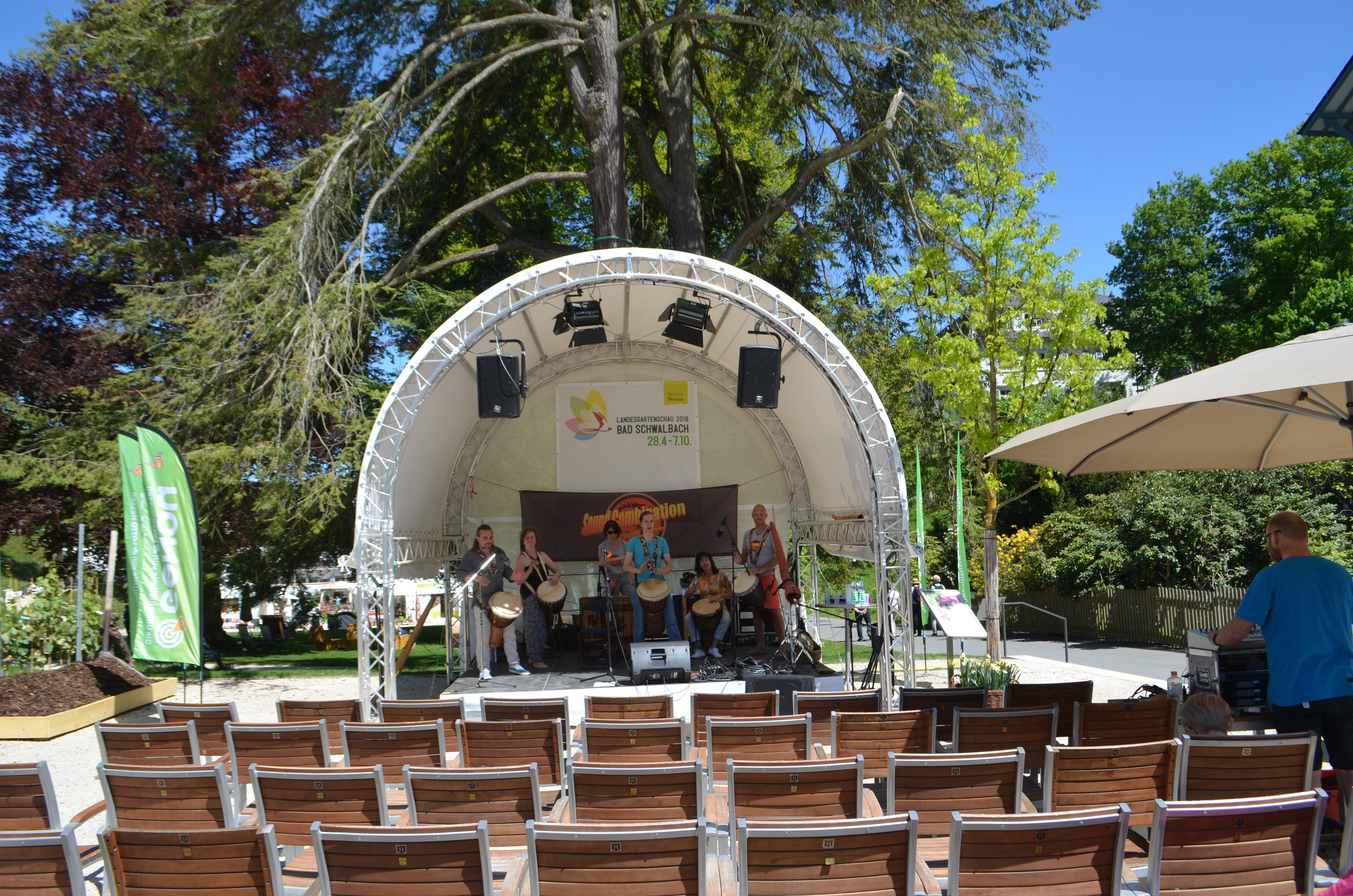
Bühne

Dieser Gartenschaubereich umfasste den Kurpark der Stadt. Der Eingang befand sich am denkmalgeschützten Kurhaus.

## Geschichte

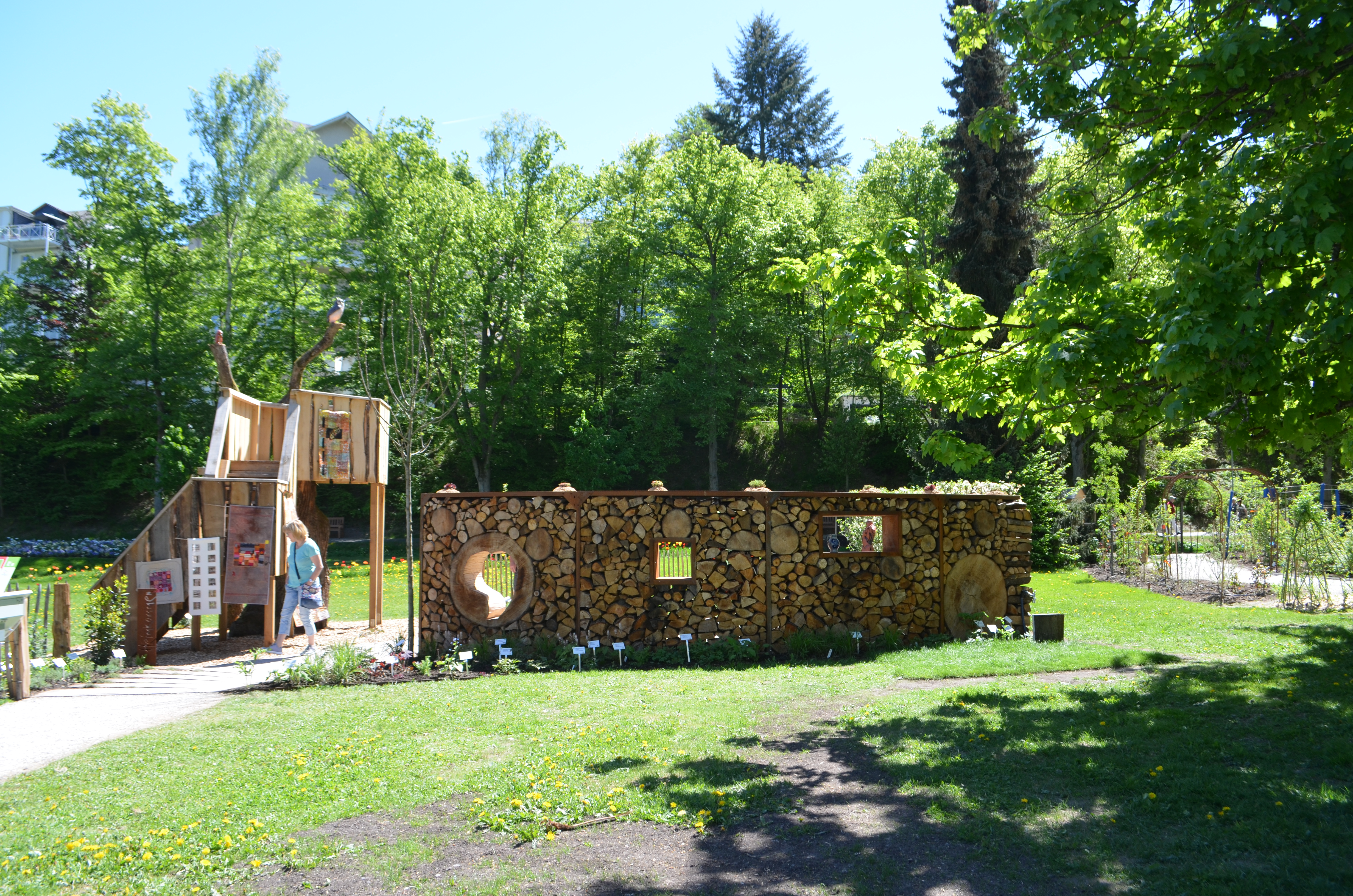
Mustergärten

Im August 2011 erfolgte die Bewerbung der Stadt Bad Schwalbach für die 6. Hessischen Landesgartenschau 2018 und sie reichte eine Machbarkeitsstudie ein. Im Mai 2012 entschied sich die Hessische Landesregierung zugunsten von Bad Schwalbach. Am 28. Januar 2014 erfolgte die konstituierende Sitzung. 
Der Hintergrund der Landesgartenschau ist der Niedergang des Kurbetriebs in der Stadt. 2017 wurden in Bad Schwalbach 216.000 Übernachtungen gezählt, 2012 waren es noch 336.000 Übernachtungen gewesen. Die Hoffnung der Stadt auf eine Wiederbelebung des Tourismus ruhte daher auch auf der Gartenschau. Für die Gartenschau wurden 7,25 Millionen Euro (davon 3,3 Millionen Landeszuschuss) investiert. Die laufenden Kosten wurden mit 7,5 Millionen Euro geschätzt; am Ende sollte ein Defizit der Stadt von 1,2 Millionen Euro stehen.
Die Nachfolgenutzung des Geländes soll als öffentliche Parkanlage erfolgen.

## Organisation
Die Landesgartenschau stand unter dem Motto Natur erleben. Natürlich leben. Träger der Veranstaltung war das Land Hessen, vertreten durch das Hessische Ministerium für Umwelt, Klimaschutz, Landwirtschaft und Verbraucherschutz und die Stadt Bad Schwalbach.
Geschäftsführer waren Michael Falk für die Stadt Bad Schwalbach und Reinhard Goos für die Fördergesellschaft Landesgartenschauen Hessen und Thüringen mbH. Die Gesamtplanung lag in den Händen von lohrer.hochrhein, Landschaftsarchitekten und Stadtplaner GmbH aus München, die an dem zugrunde liegenden Wettbewerb mit dem Beitrag Valle d`acqua – Tal des Wassers teilgenommen hatten.
Die Landesgartenschau präsentierte sich an 163 Tagen, mit 1200 Veranstaltungen, vom 28. April bis zum 7. Oktober 2018.